# مارسيو مارينيو
مارسيو مارينيو هو أسقف وسياسي برازيلي، ولد في 12 ديسمبر 1970 في كابو فريو في البرازيل. نشط حزبياً في Republicans (Brazil) ‏. وقد انتخب federal deputy of Bahia ‏ خلال فترته النيابية ‏ (1 فبراير 2019 – ) وانتخب عضو مجلس النواب البرازيلي ‏ خلال فترته النيابية ‏ وانتخب عضو مجلس النواب البرازيلي ‏ عن دائرة Bahia ‏ وقد انضم خلال فترته النيابية ‏ للكتلة البرلمانية Republicans (Brazil) ‏.